# Balugaon
Balugaon è una città dell'India di 15.824 abitanti, situata nel distretto di Khordha, nello stato federato dell'Orissa. In base al numero di abitanti la città rientra nella classe IV (da 10.000 a 19.999 persone).

## Geografia fisica
La città è situata a 20° 10' 0 N e 85° 5' 60 E e ha un'altitudine di 75 m s.l.m..

## Società

### Evoluzione demografica
Al censimento del 2001 la popolazione di Balugaon assommava a 15.824 persone, delle quali 8.362 maschi e 7.462 femmine. I bambini di età inferiore o uguale ai sei anni assommavano a 2.142, dei quali 1.099 maschi e 1.043 femmine. Infine, coloro che erano in grado di saper almeno leggere e scrivere erano 10.537, dei quali 6.238 maschi e 4.299 femmine.